# Ela Lehotska
Ela Lehotska (b. 1973, Bratislava) es una actriz checa. Ha aparecido en Puritptýz, una película checa, y en la película La Historia de Ana Frank.

## Actuaciones
- 2006 - Miriam en The Floods, de Alice Nellis, Teatro de la Balaustrada, Praga.
- 2005 - Helen en Under the Blue Sky, de David Eldridge, Teatro de la Balaustrada, Praga.
- 2002 - Julika Jenkins en Top Dogs, de Urs Widmer, HaDivadlo, Brno.